# I’m Gonna Getcha Good!
I’m Gonna Getcha Good! (englisch für „Ich werde es gut machen!“)  ist ein Lied der kanadischen Sängerin Shania Twain aus dem Jahr 2002.

## Entstehung und Veröffentlichung
Das Lied wurde von der Interpretin selbst, zusammen mit dem Koautoren Robert Lange, getextet beziehungsweise komponiert. Lange zeichnete zudem für die Produktion verantwortlich.
Die Erstveröffentlichung von I’m Gonna Getcha Good! erfolgte als Airplay am 7. Oktober 2002. Am 4. November 2002 erschien das Lied als Single bei Mercury Records sowie am 15. November 2002 als Teil von Shania Twains vierten Studioalbum Up!, dessen erste Singleauskopplung es ist. Diese erschien weltweit in verschiedenen CD-Ausführungen, die sich durch die Anzahl und Auswahl der B-Seiten unterscheiden.

## Inhalt
Im Lied geht es um das lyrische Ich, das seinem Gegenüber begreiflich macht, dass es ihn holen werde, während es in Sichtweite sei, sie kriege ihn, wenn es auch die ganze Nacht dauere, es könne darauf wetten, wenn es „Los“ sage und würde niemals „Nein“ sagen. („(I’m gonna getcha) I’m gonna getcha while I gotcha in sight. (I’m gonna getcha) I’m gonna getcha if it takes all night. (Yeah, you can betcha) You can betcha by the time I say "go". (I’m gonna getcha) You'll never say "no".“).

## Musikvideo
Das dazugehörige Musikvideo wurde vom Regisseur Paul Boyd an zwei Tagen in London im August 2002 gedreht. Es zeigt die Interpretin Shania Twain in einer dystopischen, futuristischen Umgebung, in der sie mit einem Motorrad von einem geheimen Ort aus durch die Stadt fährt. Sie kommt an etwas vorbei, was sie für eine Felsskulptur hält, die sich dann als fliegender Roboter entpuppt, der versucht, Twain zu fangen und ihr eine Falle zu stellen. Sie schafft es, der Gefangennahme zu entgehen, indem sie den Roboter in eine seiner eigenen Fallen lockt, und entkommt einer Explosion nur knapp. Dazwischen werden Szenen von Twain und einer Musikband gezeigt, die in einem Studio hinter einer Glaswand auftreten. Gegen Ende des Videos stellt sich heraus, dass die Band ein Klon der echten Shania Twain ist, die in der Nähe ist, als sie das Auge des Roboters findet und es wirft, um das Glas zu zerbrechen. Das Video endet damit, dass der Twain-Klon langsam die Außenwelt betritt. Das Video verzeichnet aktuell auf der Videoplattform YouTube über 62 Millionen Aufrufe.

## Rezeption

### Chartplatzierungen
| ChartsChartplatzierungen               | Höchstplatzierung | Wochen |
| -------------------------------------- | ----------------- | ------ |
| Deutschland (GfK)                      | 15 (13 Wo.)       | 13     |
| Österreich (Ö3)                        | 12 (19 Wo.)       | 19     |
| Schweiz (IFPI)                         | 10 (21 Wo.)       | 21     |
| Vereinigte Staaten (Billboard)         | 34 (20 Wo.)       | 20     |
| Vereinigte Staaten (Billboard Country) | 7 (20 Wo.)        | 20     |
| Vereinigtes Königreich (OCC)           | 4 (15 Wo.)        | 15     |

| ChartsJahrescharts (2002)    | Platzierung |
| ---------------------------- | ----------- |
| Vereinigtes Königreich (OCC) | 92          |

### Auszeichnungen für Musikverkäufe
| Land/Region                  | Auszeichnungen für Musikverkäufe (Land/Region, Auszeichnung, Verkäufe) | Verkäufe |
| ---------------------------- | ---------------------------------------------------------------------- | -------- |
| Australien (ARIA)            | Gold                                                                   | 35.000   |
| Neuseeland (RMNZ)            | Gold                                                                   | 5.000    |
| Vereinigte Staaten (RIAA)    | Gold                                                                   | 500.000  |
| Vereinigtes Königreich (BPI) | Silber                                                                 | 200.000  |
| Insgesamt                    | 1× Silber · 3× Gold ·                                                  | 740.000  |

Hauptartikel: Shania Twain/Auszeichnungen für Musikverkäufe